# Joseph Steib
Joseph Steib, né le 26 juillet 1898 à Mulhouse (Haut-Rhin) et mort le 30 janvier 1966 à Brunstatt (Haut-Rhin), est un artiste-peintre français.

## Biographie
Joseph Steib naît en 1898 à Mulhouse. Il suit une formation aux arts plastiques à l’école de dessin de Mulhouse dans les années 1925-1926. Avant-guerre, il se taille une bonne réputation de peintre miniaturiste en croquant des scènes de genres et en illustrant des légendes alsaciennes. Au cours des années trente, il participe au Salon des artistes français à Paris par l’envoi régulier de tableaux.
Mais ne pouvant vivre de sa peinture, il est employé aux écritures puis employé au service des eaux de la ville de Mulhouse. C’est un fonctionnaire discret et sans histoire. Souffrant de graves crises d’épilepsie, il bénéficie d’une préretraite en 1943.
Son œuvre majeure, Le Salon des Rêves, réalisée durant la Seconde Guerre mondiale, « donne une vision aussi naïve que féroce du régime nazi, de ses hauts dignitaires et de l’insupportable joug infligé à l’Alsace pendant l’annexion de l’Alsace-Moselle. »
Enveloppés et cachés derrière les murs de son appartement en raison des risques qu’ils représentaient pour lui et sa femme Rosa, les tableaux du Salon des Rêves sont exposés à la Libération et bénéficient même de la publication d’un catalogue. Ils sont dispersés après la mort de sa veuve, en 1981.
Joseph Steib meurt à Brunstatt en 1966, totalement oublié de ses contemporains. Georg Baselitz dira à son propos : « En Alsace, vous avez un très grand peintre : Joseph Steib ».

## Expositions majeures
- 2012 : L’Art en guerre, France 1938-1947, au Musée d’art moderne de la Ville de Paris[5],[6].
- 2006 :  Le Salon des Rêves, Musée d'art moderne et contemporain de Strasbourg (avec un texte de Georges Sebbag, « L'art magique de Joseph Steib »).